# MBDA SABER
MBDA SABER – mała, kierowana lotnicza bomba o przedłużonym zasięgu (Small Air Bomb Extended Range - SABER), dostępna w dwóch wariantach, szybującym lub z własnym napędem, wyprodukowana przez amerykański oddział MBDA. Z uwagi na swoje niewielki rozmiary i masę, bomba przeznaczona jest głównie do użycia przez bezzałogowe aparaty powietrzne.

## Historia
Bomba została zaprezentowana po raz pierwszy przez producenta w 2010 roku. Producent przewidział możliwość konfiguracji bomby w dwóch wariantach. Pierwszym z nich jest wariant szybujący, nie posiadający dodatkowego napędu. W przypadku wariantu z dodatkowym napędem, bomba wyposażona jest w silnik rakietowy. Wspólnym elementem dla obydwu konfiguracji pozostaje układ naprowadzania,składającego się z półaktywnego laserowego systemu naprowadzania wykorzystywanego w terminalnej fazie ataku oraz układu GPS/INS (Global Positioning System/Inertial Navigation System). Obydwa warianty mogą być również wyposażone w te same głowice bojowe. Istnieje możliwość zastosowanie głowicy odłamkowo-burzącej lub kumulacyjnej, przy czym obydwa typu są do zrealizowanie poprzez montaż jednej i tej samej głowicy a to dzięki możliwości wcześniejszego zaprogramowania trybu ataku głowicy. Bomba wyposażona jest w rozkładane skrzydła w kształcie rombu określane jako Diamond Back. Obok celów nieruchomych, bomba posiada możliwość rażenia celów poruszających się. W maju 2013 roku przeprowadzono serię testów mających sprawdzić działanie bomby w warunkach poligonowych oraz możliwość uzbrojenia aparatów RQ-7 Shadow.